# Timba
Genres dérivés
Timbaton
Genres associés
salsa
La timba est un genre musical cubain née à la fin des années 1980. Il est un  fondé sur le son cubain, intégrant la salsa, le funk et le R&B américains, ainsi qu’une forte influence des musiques folkloriques afro-cubaines. Les sections rythmiques de la timba diffèrent de celles de la salsa, car la timba met en avant la grosse caisse, qui n’est pas utilisée dans les orchestres de salsa. La timba et la salsa partagent la même plage de tempo et utilisent toutes deux la marche de conga standard. Presque tous les groupes de timba comptent un batteur de batterie. La timba rompt également souvent avec les principes fondamentaux de l’arrangement avec des claves. Elle est considérée comme un type de musique très énergique, où le rythme et le « swing » priment sur la mélodie et le lyrisme. La timba est associée à un style de danse radicalement sexuel et provocateur appelé despelote (littéralement « chaos » ou « frénésie »). C’est une évolution dynamique de la salsa, pleine d’improvisation et d’héritage afro-cubain, fondée sur le son, la rumba et le mambo, s’inspirant du jazz latin, et très percussive avec des sections complexes. La timba est plus flexible que la salsa et inclut une gamme de styles plus diversifiée. Elle intègre des percussions et des rythmes puissants, originaires des barrios de Cuba.

## Étymologie
Le mot timba fait partie d'une large famille de mots issus des familles de langues africaines ìmbî et ìngî (tumba, rumba, marimba, kalimba, mambo, conga, charanga, bongo…) En argot cubain, timba veut dire nouveau et Temba, vieux. Déjà en 1943, on trouve ce mot dans des titres ou des paroles de chansons, comme Timba timbero de Casino de la Playa ou Timba timba de Perez Prado. Jose Luis "El Tosco" Cortes, directeur de NG La Banda, mais aussi d'autres comme lui, revendiquent d'avoir été le premier à utiliser ce mot pour désigner ce nouveau genre musical.

## Aspects stylistiques
Beaucoup de groupes de timba ont gardé l'ensemble traditionnel de charanga des années 1940, qui inclut basse, congas, claves, piano, violons, flûte mais
modernisé avec une batterie (au moins la grosse caisse), un synthétiseur, parfois une guitare électrique, et une section cuivres (trombone et trompettes comme en salsa et peut inclure des saxophones).
Une des racines du genre est le rythme songo créé par le percussionniste José Luís Quintana ("Changuito"), à la demande de Juan Formell de Los Van Van, groupe le plus populaire de Cuba créé en 1969.
José Luis Cortés ("El Tosco") après avoir quitté Irakere a rassemblé un groupe de musiciens fortement doués, NG La Banda.
Après avoir expérimenté différents genres, y compris le latin jazz, pendant plusieurs années, ils enregistrent ce qui est considéré comme le premier album de timba, En la calle, en 1989.
On peut danser de la Rueda de casino sur la Timba, ou bien le Despelote, qui se danse seul, aux mouvements complexes (mouvements combinés) comme le tembleque (le corps entier tremble en rythme).
Dans la chanson Esto te pone la cabeza mala, Los Van Van énoncent une partie des rythmes qui ont influencé la timba : timba con rumba y rock, mambo con conga y pop, salsa con mozambique, y clave de guaguanco; cumbia y congas con swing, songo con samba y beat, merengue con bomba y son, y clave de guaguanco...
Beaucoup d'artistes de timba admettent aisément qu'ils ont été plus sous l'influence du funk, de la musique soul ou du jazz-rock que de la salsa. Ainsi, des groupes comme La Charanga Habanera ou Bamboleo ont souvent des cuivres ou d'autres instruments jouant des riffs d'Earth, Wind and Fire, de Kool & The Gang ou d'autres groupes américains de funk.
Beaucoup d'innovations ont été faites dans la façon de jouer, particulièrement sur la basse (avec des éléments de funk et de rhythm and blues), le piano (avec des éléments de musique classique comme Jean-Sébastien Bach), les cuivres (des fugues ou d'autres dispositions complexes) et le rythme de la clave. Il y a d'autres différences avec la salsa comme le changement fréquent entre les modes majeurs et mineurs, les rythmes fortement complexes (souvent basées sur
santeria ou des rythmes abacua), les changements dans la vitesse et le grand nombre de pauses orchestrées, ou bloques.
Les paroles comportent souvent des expressions 'Lucumí' (le Yoruba cubain, utilisé presque exclusivement dans un contexte religieux), des références à la santeria, et contrairement à la salsa, elles font rarement des revendications sociales ou politiques (elles sont souvent sous-entendues), en partie à cause des circonstances politiques de Cuba. Elles sont souvent à double sens.

## Principaux artistes
- Adalberto Álvarez y su Son
- Adonis Llenera y La Diferencia
- Áisar Hernández & El Expreso de Cuba
- Alain Daniel y su New Casino
- Alain Pérez
- Alexander Abreu y Havana D'Primera
- Ángel Bonne
- Angel Yos Y La Mecanica Loca
- Angelito Ramirez & El Tren Bala
- Arnaldo y La Cosmopolita
- Armando "Mandy" Cantero
- Azúcar Negra (formé par Leonel Limonta)
- Barbaro Fines y Su Mayimbe
- Bakuleye
- Bamboleo
- Calle Real
- Carlos Manuel y Su Clan
- Chispa y sus Complices
- Clave Cubana Timbera
- Conexión Salsera
- Coto y su Eco del Caribe
- Cuba Jam (Russie)
- Dan Den
- Danny Lozada y su timba cubana
- Dario Alvarez y El Team Havana
- El Niño y La Verdad (Emilio Frias)
- El Noro y Primera Clase
- El Zorro
- Elio Revé y su Charangon
- Enrique Alvarez y su Charanga Latina
- Fidel Morales y Proyecto Nega
- Grupo Danson
- Haila
- Havana Mambo
- Havana Power Band
- Jesús Cutiño
- Jesus Diaz y Su QBA
- Klimax
- La Barriada
- La Charanga Habanera
- La Charanga Forever
- La Liga Habanera
- Los Angeles de la Habana
- Los Ases De La Timba
- Los Conquistadores de la Salsa
- Los DJs Timberos
- Los Van Van
- Maikel Blanco
- Manolín "El Médico de la salsa"
- Manolito Simonet y su Trabuco
- Maraca (Orlando « Maraca » Valle) (ne joue pas que la timba)
- Michel Maza
- Mixael Cabrera y su Team Barcelona
- NG La Banda
- N'Taya
- Orquesta La 440
- Orquesta La Quimica
- Osvaldo Chacon
- Pablo Timba y su TimbaCalle
- Pachito Alonso y sus Kini Kini
- Papucho y Su Manana Club
- Pascualito y Su Tumbao Habana
- Pavel Molina y La Songomania
- Paulo FG
- Pupy y Los que Son, Son (groupe de Cesar « Pupy » Pedroso, pianiste de Los Van Van)
- Robert Armas
- Sello L.A.
- Sur Caribe
- Suave Tumbao
- The New Timberos All Stars
- Timbalive de Miami
- Tirso Duarte
- Tomi y su Timbalight
- Wil Campa
- Yumurí y sus Hermanos